# Sébastien Tellier
Sébastien Tellier (Le Plessis-Bouchard, 22 de febrero de 1975) es un músico, cantante, compositor y multiinstrumentista francés. Actualmente tiene un contrato firmado con Record Makers, un sello independiente francés.

## Biografía
Su primer álbum en solitario, L'incroyable Vérité fue publicado en 2001 por la discográfica del grupo Air, llamada Record Makers. A partir de ese año, Tellier saldría de gira con Air como telonero presentando su álbum por distintas ciudades.
En 2005 publica su segundo disco, Politics. En el álbum destaca la canción "La ritournelle" que cuenta con presencia del baterista nigeriano Tony Allen, conocido por haber sido el director musical de la banda de Fela Kuti (Africa 70) de 1978 a 1979.
Tras la publicación de su segundo disco, Tellier también ha publicado Sessions (2006), en él se recoge gran parte del material publicado previamente y que en esta ocasión se nos presenta en formato acústico.
El tercer álbum de estudio, publicado en 2008 y titulado Sexuality, ha sido producido por Guy-Manuel de Homem-Christo de Daft Punk.
La música de Tellier se caracteriza por su género y raíz personales, así como su faceta experimental, lo que le acerca en actitud al músico Robert Wyatt.
Una de las canciones de su primer álbum, "Fantino" fue parte de la banda sonora de la película de Sofia Coppola, Lost in Translation.

### Eurovisión

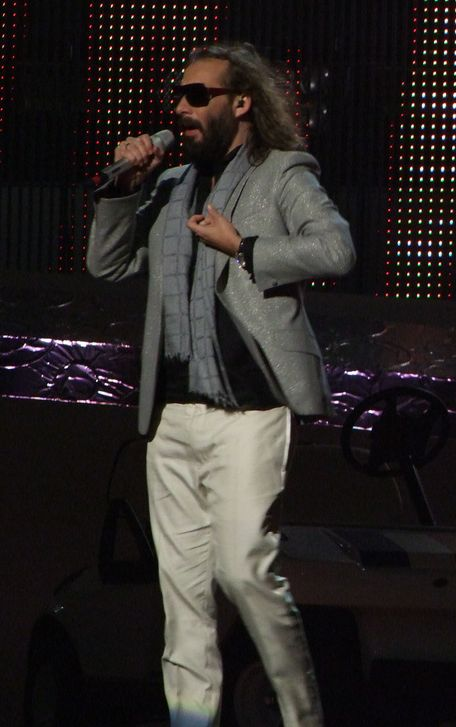
Sébastien Tellier en el Festival de Eurovisión 2008.

El 7 de marzo de 2008 fue anunciado por los representantes de la delegación francesa que Sébastien Tellier representaría a su país en el Festival de la Canción de Eurovisión. Es la primera vez en la historia del festival que un representante francés canta, en su mayor parte, en inglés. Tras cierta controversia acerca del idioma utilizado para el festival, el músico galo incrementó el uso del francés en su canción. 
Con la canción "Divine", extraída de su tercer álbum, el artista se presentó en Belgrado. En la final del concurso celebrada el 24 de mayo de 2008 el músico francés quedó en el puesto 18º con 47 puntos.

## Discografía
- 2001: L'incroyable Vérité (Record Makers).
- 2004: Politics (Record Makers).
- 2006: Sessions (Record Makers), una colección de canciones previas con nuevos arreglos.
- 2006: Universe (Record Makers), recopilatorio que incluye canciones de sus dos primeros discos.
- 2008: Sexuality (Record Makers).
- 2010: Sexuality Remix (Record Makers), Recopilación de remixes
- 2012: My God Is Blue (Record Makers).
- 2013: Confection.
- 2014: L'Aventura.

| Predecesor: Les Fatals Picards con "Amour à la française" | Francia en el Festival de Eurovisión 2008 | Sucesor: Patricia Kaas con "Et s'il fallait le faire" |